# Hoříkovice (Lhenice)
Hoříkovice jsou malá vesnice, část městyse Lhenice v okrese Prachatice v Jihočeském kraji. Nachází se asi 3,5 kilometru severozápadně od Lhenic. Hoříkovice jsou také název katastrálního území o rozloze 1,66 km².

## Historie
První písemná zmínka o vesnici pochází z roku 1300.

## Obyvatelstvo
| Rok            | 1869 | 1880 | 1890 | 1900 | 1910 | 1921 | 1930 | 1950 | 1961 | 1970 | 1980 | 1991 | 2001 | 2011 | 2021 |
| -------------- | ---- | ---- | ---- | ---- | ---- | ---- | ---- | ---- | ---- | ---- | ---- | ---- | ---- | ---- | ---- |
| Počet obyvatel | 91   | 77   | 72   | 63   | 74   | 83   | 76   | 52   | 47   | 39   | 32   | 22   | 18   | 16   | 27   |
| Počet domů     | 13   | 13   | 13   | 13   | 14   | 14   | 13   | 13   | 13   | 11   | 8    | 13   | 14   | 14   | 11   |

## Obecní správa
Při sčítání lidu v letech 1850–1960 Hoříkovice byly samostatnou obcí v okrese Prachatice. V letech 1961–1976 byly částí obce Třebanice v okrese Prachatice. Od 30. dubna 1976 jsou částí městyse Lhenice v okrese Prachatice. V letech 1850–1879 k obci patřil Hrbov, v letech 1850–1909 Třebanice a v letech 1850–1960 také Vrbice a Žitná.